# Gibanje za Občino Šentjur
Gibanje za Občino Šentjur (kratica: GOŠ) je slovensko društvo, ki deluje v lokalni politiki na območju Občine Šentjur. Ima polovico svetnikov v občinskem svetu. 
Iz njenih vrst prihaja šentjurski župan Marko Diaci.